# Камыжево
Камыжево — деревня в Кезском районе Удмуртской республики.

## География
Находится в северо-восточной части Удмуртии на расстоянии приблизительно 10 км на север по прямой от районного центра поселка Кез.

## История
Известна с 1717 года как починок Камыжой с 3 дворами. В 1727 дворов стало 4, в 1873 (деревня Камыжевская) — 44, в 1905 — 56, в 1924 (Камыжево Большое или Мочалово)- 50. Современное название утвердилось с 1957 года. До 2021 года входила в состав Ключевского сельского поселения.

## Население
Постоянное население составляло 10 человек (1717), 24 мужчины (1748), 60 человек (1764), 330 (1873), 525 (1905), 337 (1924, все удмурты), 190 человек в 2002 году (удмурты 95 %), 144 в 2012.